# Obed Kanapé
Josafat Obed Kanapé (Drietabbetje, 28 september 1993) is een Surinaams trainer, openbaar spreker en politicus. Tijdens de verkiezingen van 2020 werd hij voor ABOP gekozen tot lid van De Nationale Assemblée (DNA). Van 2021 tot 2025 was hij fractieleider.

## Biografie
Kanapé is geboren op het eiland Pipakondee, Drietabbetje, in de rivier Tapanahony. Hij groeide christelijk op. Zijn ouders hadden samen zeven zonen en uit een eerdere relatie had zijn vader nog twee dochters en een zoon en zijn moeder nog twee dochters. De kinderen leerden op jonge leeftijd cassave, watermeloen, rijst en pinda verbouwen op een eigen kostgrondje en mochten de oogst zelf verkopen.
In 2002 vertrok hij naar Paramaribo. Hij was de Nederlandse taal eerst nog niet machtig en er werd in de klas gelachen om zijn woordkeuze. Nadat hij een keer niet de juiste woorden kon vinden, maakte hij het tot zijn missie om Nederlands te spreken. Zijn taalbeheersing ging vooruit en hij werd de beste lezer in de derde klas. Tijdens het Kinderboekenfestival stond hij voor het eerst op een podium. Hier zag hij een filmpje van R. Dobru en maakte kennis met het dichten.
Na zijn middelbareschoolopleiding volgde hij een training in coaching en counselling. Sinds 2015 studeert hij aan de faculteit voor sociologie aan de Anton de Kom Universiteit. Ondertussen kreeg hij ook nog een jaar audiovisueel onderwijs aan The Blacklot Academy in Paramaribo. Daarnaast was hij actief op allerlei gebied, zoals als jeugdambassadeur voor Caricom (2011-2013) en One Young Wold The Hague (2018-2020), Y2Y-facilitator voor het Pan-Amerikaans Ontwikkelingsfonds (2015-2016), jeugddistrictsraadslid voor het Nationaal Jeugdinstituut (2013-2017), bestuurslid van Stichting Fiti Fu Wini, en presentator voor Radio Koyeba en Radio Boskopu. In 2016 richtte hij zijn bedrijf Oké Empowerment op. Door zijn ervaringen als jongeling met taal, groeide hij uit tot woordkunstenaar en openbaar spreker. Hij draagt voor in het Nederlands, Engels en Aukaans en af en toe in het Kromantitongo.
Hij is lid van de Algemene Bevrijdings- en Ontwikkelingspartij (ABOP) en kandideerde als lijsttrekker van zijn partij in het district Sipaliwini tijdens de parlementsverkiezingen van 2020. Hij kreeg 1.530 stemmen achter zich en werd gekozen in DNA. Tijdens zijn beëdiging op 29 juni in DNA had hij zich getogen in traditionele kleding en droeg hij een hoorn en een bel. Hij werd ingezegend volgens de winti-traditie. Op 10 augustus 2021 volgde hij Dinotha Vorswijk op als fractieleider van de ABOP/PL in DNA.
Nadat er ophef was over twee percelen grond in Sabaku Village die hij in 2022 als politicus had aangenomen, leverde hij er in 2023 een weer van in.
Tijdens de verkiezingen van 2025 stond hij op nummer 11 van de lijst van ABOP.